# Natura 2000
Natura 2000 је међународна еколошка мрежа заштићених подручја на територији Европске уније. То је највећа координирана мрежа подручја очувања природе у свету. Ова мрежа заштићених природних подручја је окосница политике ЕУ за очување биолошке разноврсности, конципирана тако да свака чланица дели свој удео и гарантује да заједно са осталим земљама чува и одржава заштићена подручја која је номиновала у мрежу. Исто колико су економски развој, слободна трговина, поштовање људских права тековине ЕУ, и обавеза очувања здраве природе је дељена обавеза свих њених чланица.
Република Србија ће током приступног процеса ЕУ постати део мреже Nature 2000, и тиме дати свој допринос заштити Европске природне баштине.

## Генерални концепт и историјат
„Natura 2000“ је међународна еколошка мрежа за очување дивље флоре и фауне и природних станишта у државама чланицама Европске уније. Ова мрежа од 26.106 подручја (Натура Барометар, јун 2011) покрива више од 949.910 km² територије Европе. Иницијатива за организовање мреже, регулисане правним оквирима подстакнута је алармантним трендом пада биолошке разноврсности широм континента, те су чланице схватиле потребу међусобно координираног деловања да се стање поправи.
У мају 1992. владе Европске заједнице усвојиле су два специјално осмишљена закона, како би се заштитила угрожена станишта и врсте Европе. Ови закони – Директива о птицама и Директива о стаништима – темељ су настанка мреже Natura 2000 и дају кичму јединственог концепта очувања биљних и животињских врста, станишта, и важних природних добара у земљама чланицама ЕУ.
Директива о птицама захтева оснивање посебних заштићених подручја (SPA) за птице, док Директива о стаништима одређује посебна подручја очувања (SAC) издвојена за друге врсте осим птица – заједно чине Natura 2000 мрежу заштићених подручја. Свака од земаља чланица дужна је да имплементира одредбе ових директива у национално законодавство. Тиме оне преузимају обавезу примене одговарајућих мера за очување врста и станишта на заштићеним подручјима номинованим на својој територији, која улазе у састав мреже Natura 2000.
Природа не познаје границе, животну средину чини сплет сложених интеракција између абиотичне и биотичне сфере па је у складу са тим и мрежа Natura 2000 веома сложена и захтева од чланица велика улагања. Успостављање еколошке мреже одабраних станишта од заједничке важности за Европску заједницу, наводи се као најтежи захтев који Унија ставља пред приступајуће државе. Свака нова држава мора да даје адекватан допринос кохерентном ланцу станишта (резервата и паркова природе) који омогућавају преживљавање дивљих врста и несметано кретање и миграцију животиња између станишта (концепт "мреже").
Припрема и проглашење Natura 2000 подручја базира се на научним подацима. У случају нових чланица, значајан део овог процеса мора бити завршен до момента приступања и затварања Поглавља 27 (животна средина).
Постоји стандардизована листа врста и карактеризација станишта утврђена Резулуцијом 4 Савета Европе. Процес документовања и евалуације предлога подручја у мрежу је унапред регулисан и методологијом строго усклађен процес, дефинисан у оквиру законодавства Уније (EU acquis). Начин приступа је исти за све чланице. У току претприступних припрема, на за то посебно организованим састанцима – биогеографским семинарима – евалуира се квалитет предлога мреже проценом степена заступљености врста и станишта, где експерти ЕУ у дијалогу са експертима приступајуће земље анализују услов за опстанак угрожених врста у оквиру биогеографских региона који су препознату у датој држави. (Рецимо, према категоризацији еколошке мреже Србија својим положајем припада низинском панонском, планинском и алпском биогеографском региону.)
Све чланице ЕУ подношењем предлога о томе, која ће бити заштићена природна подручја из њихових држава као део еколошке мреже Natura 2000, посредно дају свој допринос програму рада Конвенције о биолошкој разноликости (енгл. Convention on Biological Diversity, 1992). Присутна је повезаност Natura 2000 мреже и са сличном „Смарагдном“ (Emerald) мрежом Бернске конвенције (1982), пошто у земљама које нису чланице ЕУ а желе то да постану, успостављање ове мреже је основ за припрему процеса номинације посебних подручја од Европског значаја. Другом речју, у земљама Европске уније Natura 2000 је у ствари исто што и „Emerald“ у земљама које ће постати чланице, пошто практички важи као предуслов успостављања Natura 2000 мреже.
Програм Natura 2000 се до данас са копнених, такође проширио и на морска и литорална станишта. Тренутно је 25% шумског фонда ЕУ одређено као део Nature 2000. Територијално највећа заштићена подручја су у Шведској и Финској, а највећи постотак заштићених подручја имају Словенија и Бугарска. Упркос свему томе, само 1% природе ЕУ је исконска, нетакнута природа.

## Припрема Natura 2000 мреже у Србији
Република Србија је, годину дана уочи најаве приступа Европској унији, 2008. године, потписала и ратификовала Бернску Конвецију. Током припрема за имплементацију исте, надлежне институције Републике Србије израдиле су предлог листе подручја које би требало да уђу у међународну еколошку мрежу (61 подручје). Србија је тиме започела активности за укључивање у европску еколошку мрежу, a носилац и координатор пројекта било је Министарство енергетике, развоја и заштите животне средине, Група за Натуру 2000. У циљу неопходног јачања капацитета државне администрације, у Србији је реализован Twining пројекат (вежба усклађености прописа са ЕУ законодавством), у којем је учествовао и Завод за заштиту природе Србије.
У каснијој фази припреме, а на основу националне стратегије заштите природе и законодавства, у Србији се успоставља еколошка мрежа ради унапређења заштите и ефикаснијег управљања заштићеним природним добрима, односно обезбеђивања повољних услова за живот угрожених биљних и животињских врста и њихових станишта. Састав, као и начин управљања и финансирања мреже утврђени су Уредбом о еколошкој мрежи („Службени гласник РС“ бр. 102/2010). У Прилогу 1 Уредбе наведена су еколошки значајна подручја Србије, а у Прилогу 2 еколошки коридори од међународног значаја у Републици Србији. Национална еколошка мрежа за сада садржи 101 еколошки значајно подручје – потенцијално будућа Natura 2000 подручја.
Преговоре и спровођење политика у области животне средине од 2012. спроводи преговарачки тим Канцеларије за европске интеграције Владе Србије. Влада доставља преговарачку позицију надлежном телу Народне скупштине и има обавезу да обавештава јавност о фазама приступа.
Међутим, у току рутинске процене напора које Србија улаже у приступни процес и усклађивање са европским правним тековинама, Европска комисија је 2014. након више скрининга утврдила да Србија није испунила ниједан претприступни захтев по питању животне средине, укључујући и да није успостављен механизам примене Natura 2000. Невладин сектор (који према законима Европске уније нема право директног увида у дипломатске преговоре процеса) више пута је апеловао на неозбиљан приступ владе, и анализирајући стање у Србији навео да "животна средина у Србији у свим аспектима захтева улагање далеко више новца, а самим тим и више политичке воље".
Невладина коалиција 27 je у свом извешају 2018. године („Поглавље 27 у Србији: Извештај о (не)напретку”) између осталог навела следеће алармантне чињенице:
- Упркос најавама надлежних органа и званичника, подзаконски акти правног поретка ЕУ и даље нису усвојени. Надлежни органи обавештавају медије, али јавни дијалог не постоји.
- У области управљања отпадом постоји непоштовање прописа и недостатак спровођења казнене политике према онима који прописе не поштују, посебно када су у питању локалне самоуправе и јавна комунална предузећа.
- Приближно 70% активних депонија/сметлишта нема урађену студију утицаја на животну средину и потребну дозволу за рад.
- На основу података достављених Агенцији за заштиту животне средине, у Србији је регистровано 2170 дивљих сметлишта.
- У Србији постоји преко 350 додељених локација за изградњу мини-хидроелектрана, са негативним утицајем на живот река преко којих се праве.
- Тек нешто мање од 10% становништва Србије је обухваћено неким степеном пречишћавања отпадних вода, док је у Европској унији је тај проценат изнад 80%!
- Пошумљеност Србије у односу на пошумљеност у ЕУ износи тек 30% на 43% у Унији.
- Сваке године се у Србији бесправно посече 17.000 кубних метара дрвета, што значи да сваке године држава на тај начин изгуби приближно 100 хектара шуме.
- По питању емисије гасова не постоје јавно доступна саопштења и информације о томе да ли су индустријски оператери доставили прецизне податке о учињеним корацима за усклађивање са IED (Директива о индустријским емисијама).
- Сектор заштите природе нема адекватну подршку од стране Владе Србије. Средства одвојена у бужету Србије су недовољна за функционисање сектора.